# Bohdan Taska
Bohdan Taska (* 10. října 1959) je český luterský pastor.
Po středoškolských studiích chtěl zahájit teologická studia, ale komunistický režim mu to neumožnil. Vystudoval proto Hutnickou fakultu VŠB v Ostravě a po skončení studií pracoval v Třineckých železárnách a v podniku Tesla Třinec. Do duchovenské služby Slezské církve evangelické a. v. vstoupil proto až po sametové revoluci. Roku 1991 byl ordinován na diakona. V letech 1991–1995 sloužil ve sboru v Havířově-Bludovicích a následně odešel do sboru v Třinci-Oldřichovicích, kde byl roku 1996 instalován do úřadu pastora, v němž setrval do roku 2010. V letech 1998–2023 byl seniorem Třineckého seniorátu SCEAV. V letech 2004–2012 zastával funkci předsedy synodu Slezské církve evangelické a. v.; od 1. dubna 2022 je místopředsedou synodu. V letech 2010–2020 byl pastorem sboru SCEAV v Třinci. Od roku 2020 působí ve sboru SCEAV v Třinci-Gutech, kde byl instalován do úřadu sborového pastora roku 2022.
V letech 2003–2006 byl členem Rady České evangelikální aliance. V letech 2017–2022 byl předsedou správní rady diakonického ústavu „Šance podaná ruka“.
S manželkou Halinou má dvě dcery (Aniela, Maria) a dva syny (Boleslav, Pavel); oba synové působí v duchovenské službě SCEAV.